# Lyngs Sogn
Lyngs Sogn er et sogn i Struer Provsti (Viborg Stift).
I 1800-tallet var Lyngs Sogn anneks til Hvidbjerg Sogn (Struer Kommune). Begge sogne hørte til Refs Herred i Thisted Amt. Hvidbjerg-Lyngs sognekommune blev ved kommunalreformen i 1970 indlemmet i Thyholm Kommune, som ved strukturreformen i 2007 indgik i Struer Kommune.
I Lyngs Sogn ligger Lyngs Kirke.
I sognet findes følgende autoriserede stednavne:
- Draget (areal, bebyggelse)
- Jestrup (bebyggelse, ejerlav)
- Lyngs (bebyggelse, ejerlav)
- Odgårde (bebyggelse)
- Torp (bebyggelse)